# Riana
Riana is een plaats in de Australische deelstaat Tasmanië en telt 287 inwoners (2006). Dit pittoreske dorpje ligt in de regio North West en staat bekend om zijn schilderachtige landschap en landelijke charme.

## Geschiedenis
Riana werd in de late 19e eeuw gesticht als een landbouwgemeenschap. De naam Riana is vermoedelijk afgeleid van een Aboriginal woord, hoewel de exacte betekenis onbekend is. De regio heeft een rijke geschiedenis van landbouw en veeteelt, wat tot op de dag van vandaag een belangrijke rol speelt in de lokale economie.